# Szerb férfi vízilabda-válogatott

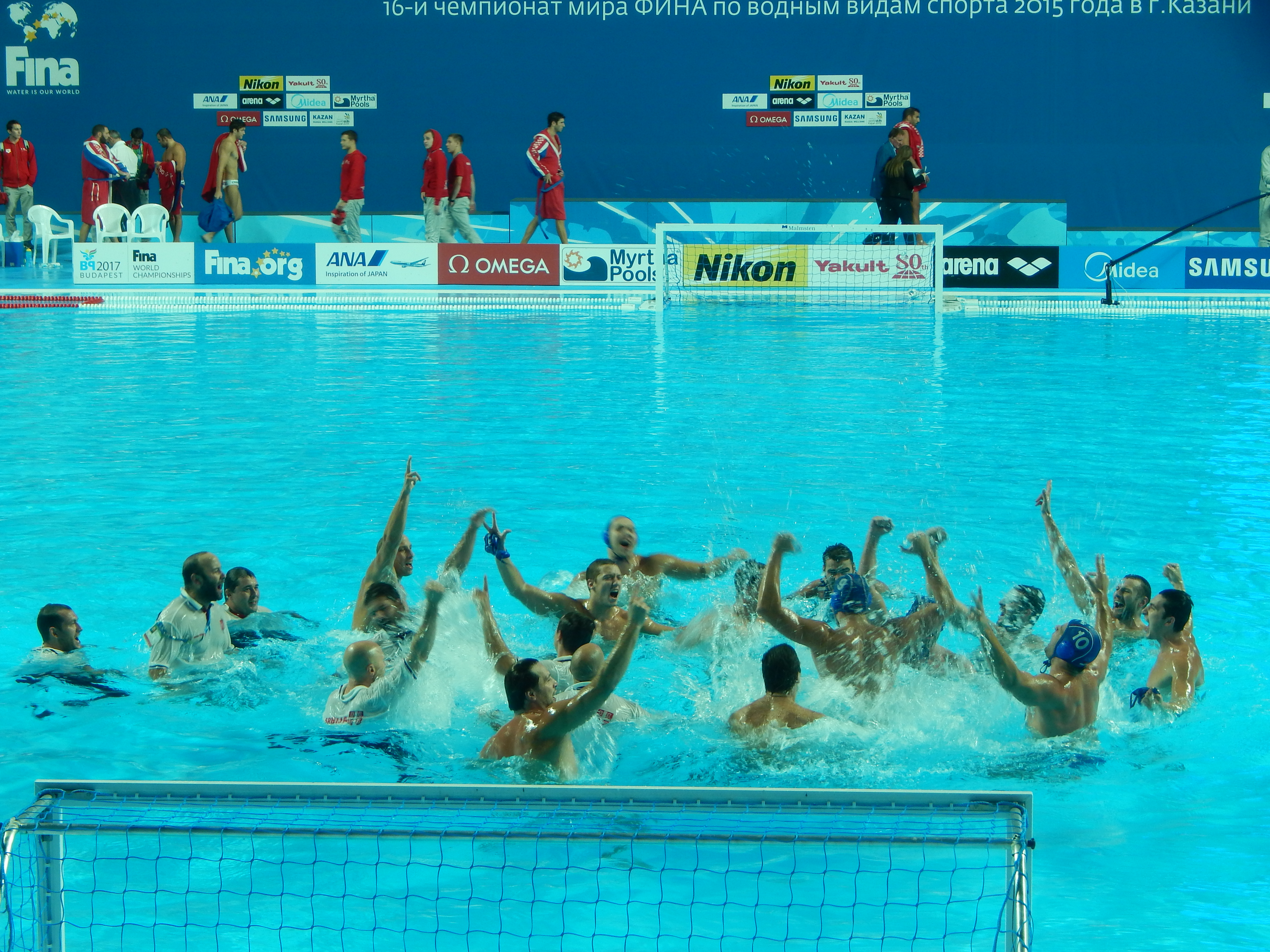
A 2015-ös világbajnok szerb válogatott ünneplése Kazanyban

A szerb férfi vízilabda-válogatott Szerbia nemzeti csapata, amelyet a Szerb Vízilabda-szövetség (szerbül: Vaterpolo Savez Srbije) irányít. Ezt megelőzően hosszú időn keresztül Jugoszlávia részeként, 2003 februárjától 2006 júniusáig Szerbia és Montenegró néven szerepeltek a világversenyeken.
Eredményeit tekintve a világ egyik legsikeresebb válogatottja. Jugoszlávia felbomlását követően háromszoros olimpiai bajnokok, háromszor világbajnoki, ötször Európa-bajnoki, ötször világliga és kétszer világkupa győzelmet szereztek.

## Jelenlegi keret
A válogatott kerete a 2024-es olimpiai játékokon:
| Szerb nemzeti férfi vízilabdacsapat-játékoskeret | Szerb nemzeti férfi vízilabdacsapat-játékoskeret | Szerb nemzeti férfi vízilabdacsapat-játékoskeret | Szerb nemzeti férfi vízilabdacsapat-játékoskeret | Szerb nemzeti férfi vízilabdacsapat-játékoskeret | Szerb nemzeti férfi vízilabdacsapat-játékoskeret |
| #                                                | Név                                              | Poszt                                            | Kor (2024. július 21. szerint)                   |                                                  |                                                  |
| ------------------------------------------------ | ------------------------------------------------ | ------------------------------------------------ | ------------------------------------------------ | ------------------------------------------------ | ------------------------------------------------ |
|                                                  | Radoslav Filipović                               | K                                                | 1997. augusztus 19. (26 évesen)                  |                                                  |                                                  |
|                                                  | Dušan Mandić                                     | M                                                | 1994. június 16. (30 évesen)                     |                                                  |                                                  |
|                                                  | Strahinja Rašović                                | M                                                | 1992. március 9. (32 évesen)                     |                                                  |                                                  |
|                                                  | Sava Ranđelović                                  | M                                                | 1993. július 17. (31 évesen)                     |                                                  |                                                  |
|                                                  | Miloš Ćuk                                        | M                                                | 1990. december 21. (33 évesen)                   |                                                  |                                                  |
|                                                  | Nikola Dedović                                   | M                                                | 1992. január 25. (32 évesen)                     |                                                  |                                                  |
|                                                  | Radomir Drašović                                 | M                                                | 1997. július 22. (26 évesen)                     |                                                  |                                                  |
|                                                  | Nikola Jakšić                                    | M                                                | 1997. január 17. (27 évesen)                     |                                                  |                                                  |
|                                                  | Nemanja Ubović                                   | C                                                | 1991. február 24. (33 évesen)                    |                                                  |                                                  |
|                                                  | Nemanja Vico                                     | C                                                | 1994. november 19. (29 évesen)                   |                                                  |                                                  |
|                                                  | Petar Jakšić                                     | M                                                | 2001. július 20. (23 évesen)                     |                                                  |                                                  |
|                                                  | Viktor Rašović                                   | M                                                | 1993. augusztus 13. (30 évesen)                  |                                                  |                                                  |
|                                                  | Vladimir Mišović                                 | K                                                | 2001. szeptember 15. (22 évesen)                 |                                                  |                                                  |
| Szövetségi kapitány: Uroš Stevanović             |                                                  |                                                  |                                                  |                                                  |                                                  |

## Eredmények

### Olimpiai játékok
Jugoszláv SZK
- 1992: Nem jutott be
- 1996: 8. hely
- 2000:  Bronz

Szerbia és Montenegró
- 2004:  Ezüst

Szerbia
- 2008:  Bronz
- 2012:  Bronz
- 2016:  Arany
- 2020:  Arany
- 2024:  Arany

### Világbajnokság
Jugoszláv SZK
- 1994: Nem jutott be
- 1998: Bronzérmes
- 2001: Ezüstérmes

Szerbia és Montenegró
- 2003: Bronzérmes
- 2005: Aranyérmes

Szerbia
- 2007: 4. hely
- 2009: Aranyérmes
- 2011: Ezüstérmes
- 2015: Aranyérmes
- 2017: Bronzérmes
- 2019: 5. hely
- 2022: 5. hely
- 2023: 4. hely
- 2024: 6. hely
- 2025: 4. hely

### Európa-bajnokság
Jugoszláv SZK
- 1991: Aranyérmes
- 1995: Nem jutott be
- 1997: Ezüstérmes
- 1999: 7. hely
- 2001: Aranyérmes

Szerbia és Montenegró
- 2003: Aranyérmes

Szerbia
- 2006: Aranyérmes
- 2008: Ezüstérmes
- 2010: Bronzérmes
- 2012: Aranyérmes
- 2014: Aranyérmes
- 2016: Aranyérmes
- 2018: Aranyérmes
- 2020: 5. hely
- 2022: 9. hely

## Szövetségi kapitányok
- Nikola Stamenić (1989–1999)[2]
- Nenad Manojlović (2000–2004)[3]
- Petar Porobić (2005–2006)[4]
- Nenad Manojlović (2006)
- Dejan Udovičić (2006–2012)
- Dejan Savić (2012–2022)
- Uroš Stevanović (2022–)[5]